# Catherine Called Birdy (película)
Catherine Called Birdy (La vida de Catherine en Hispanoamérica, y El libro de Catherine en España) es una película cómica escrita y dirigida por Lena Dunham, basada en la novela del mismo nombre de Karen Cushman. La película está protagonizada por Bella Ramsey, Andrew Scott, Billie Piper, Joe Alwyn y Dean-Charles Chapman.

## Reparto
Lo siguiente es una lista de reparto según la base de datos cinematográficos IMDb:
- Bella Ramsey como Lady Catherine, conocida como Birdy[2]
- Andrew Scott como Lord Rollo, padre de Catherine
- Billie Piper como Lady Aislinn, madre de Catherine
- Joe Alwyn como George, tío de Catherine
- Dean-Charles Chapman como Robert, hermano mayor de Catherine
- Ralph Ineson como Golden Tiger
- Isis Hainsworth como Aelis
- Archie Renaux como Edward the Monk

## Producción
En febrero de 2021, se anunció la película basada en la novela infantil Catherine, Called Birdy de Karen Cushman. A fines de marzo de 2021, se anunció que Billie Piper, Andrew Scott y Bella Ramsey se unieron al reparto. El 1 de abril de 2021, se informó que Joe Alwyn y Dean-Charles Chapman se unieron al elenco de la película.

### Filmación
En 2021 se comenzó el rodaje muy cerca del castillo de Stokesay en Shropshire, Inglaterra.

## Estreno
La película tuvo estreno limitado el 23 de septiembre de 2022 por Amazon Studios, días después del Festival Internacional de Cine de Toronto. Está disponible por streaming en Prime Video desde el 7 de octubre de 2022.

## Recepción
En el sitio web de revisión y reseñas Rotten Tomatoes, la película obtuvo un índice de aprobación del 88% sobre la base de 97 reseñas, con una calificación promedio de 7.1/10. El consenso de los críticos del sitio web dice: "Catherine Called Birdy, que da vida a un libro amado de manera brillante, demuestra que una historia coming-of-age bien contada puede sentirse fresca independientemente del escenario". En Metacritic, la película obtuvo un puntaje promedio de 75 sobre 100, basado en 34 críticas, lo cual indica "reseñas generalmente favorables".